# Concilio de Gangra

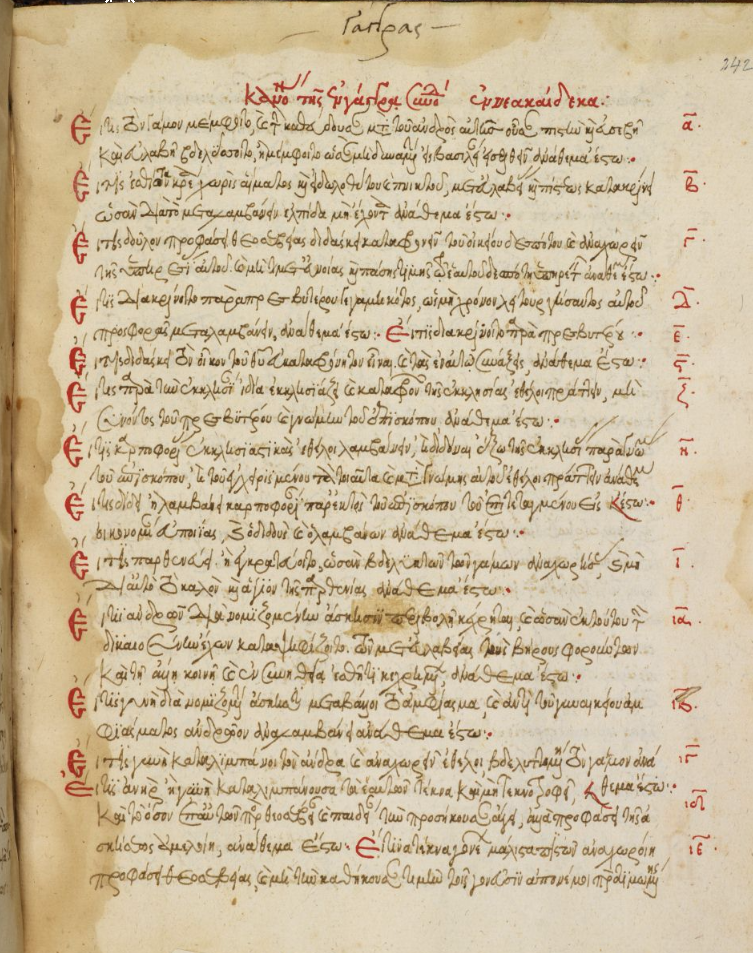
El concilio de Gangra es un concilio que se celebró en la metrópoli de Paflagonia en Asia Menor. 
Aquí y no en Gangra de Arabia o en el país de los pelasgos, como han creído algunos escritores fue donde tuvo lugar el Concilio de que hablan Sócrates de Constantinopla, Sozomeno y otros, cuya fecha no puede fijarse exactamente, aunque según datos debió ser el 540 o el 5S0. Algunos indican la fecha del año 325, inmediatamente después de la celebración del primer Concilio ecuménico porque en las compilaciones de los Concilios los decretos de Gangra aparecen a continuación de las actas del Concilio de Nicea y que según ciertos datos, Osio de Córdoba concurrió al de Gangra. Por consiguiente, según dicen, Osio fue enviado a él como legado por el Papa Silvestre, que ocupó la silla de San Pedro de 314 a 335. Sin embargo comúnmente se asigna como fecha del Concilio de Gangra el año 360 o el 362. 
Más acuerdo hay en admitir que la secta condenada por el Concilio de Gangra tuvo por fundador y propagador al semi-arriano Eustacio, Obispo de Sebaste. Únicamente no se comprende bien, admitiendo este hecho, cómo Basilio de Cesárea en sus dos cartas al Emperador Valente en las que no representa a Eustacio con la mayor claridad, no dice que este y su causa fueron juzgadas por el Concilio de Gangra. Por otra parte se halla que Eustacio formó parte de la comisión enviada al Papa Liberio, y debió, como sus colegas, suscribir antes de esta audacia el símbolo de Nicea; y claro es, dicen, que ciertamente se le hubiera exigido más si hubiese sido el fundador de la secta (autor et propagator), como dice Sozomeno contra la cual se había declarado el Concilio de Gangra. Según Baronio el fundador de la secta debió ser un tal Eustacio, de quien habla San Epifanio. 
La secta pretendía entre otras opiniones que debía reprobarse el matrimonio. En consecuencia, las mujeres abandonaban a sus maridos o hijos, los maridos a sus mujeres y los criados a sus amos para consagrarse a la vida ascética. Más de un alma cayó así en la inmoralidad. Como los sectarios abolían el matrimonio aun entre los legos, con mayor razón lo abominaban respecto de los eclesiásticos y miraban como nulo todo acto del ministerio ejercido por sacerdotes casados con los cuales rompían toda comunicación. Los que llevaban manto de ascetas se creían solo por eso cristianos perfectos y miraban con desdén a los que vestían el traje común. No tomaban parte en la oración de los que se reunían para el culto en casas particulares, sino en el campo, donde aun no había iglesia porque no consideraban bastante santa una morada cuyo propietario fuese casado. No comían carne y reprobaban la posesión de bienes temporales y los ayunos de la Iglesia pero ayunaba el domingo y desechaban el culto de los mártires.
Cuando esta fanática tendencia abortada por el entusiasmo ascético, se presentó amenazadora para la tranquilidad de la Iglesia, muchos Obispos se reunieron en Gangra y condenaron los principios de estos sectarios. Los Padres del Concilio enviaron a los Obispos de Armenia sus decretos, acompañados de una carta sinodal en la que para evitar toda tergiversación, daban cuenta de sus deliberaciones, exponían el motivo y ocasión de haberse reunido y explicaban el sentido que delia atribuirse a sus decretos. 